# Roveňky
Roveňky (ukrajinsky Ровеньки; rusky Ровеньки – Roveňki) jsou město v Luhanské oblasti na Ukrajině. Leží zhruba 55 kilometrů jižně od Luhanska, hlavního města oblasti, a v roce 2013 v něm žilo skoro padesát tisíc obyvatel.

## Dějiny
Od 18. července 1942 do 17. března 1943 byly Roveňky obsazeny německou armádou.

## Rodáci
- Georgij Šonin (1935 – 1997), sovětský kosmonaut